# Трепковский, Тадеуш
Тадеуш Трепковский (пол. Tadeusz Trepkowski; род. 5 января 1914, Варшава — 30 декабря 1954, там же) — польский художник, график-плакатист. Один из создателей современной Польской школы плаката.

## Биография
В 16 лет создал свой первый плакат. В 1933 году получил премию на конкурсе плакатов Почтово-сберегательной кассы ПКО, а в 1935 году на конкурсе, объявленном Тыхинским пивоваренным заводом. До 1934 года учился в Полиграфической школе и Городской школе декоративного искусства в Варшаве
В 1937 году его плакат «Осторожно!» был удостоен Гран-при на Международной выставке плаката в Париже.
Автор политических, в том числе антивоенных, и рекламных плакатов, отличающихся лаконизмом композиции, яркой эмоциональностью символов, метафоричностью художественного языка («Грюнвальд, 1410 — Берлин, 1945», 1945; «Последний этап», 1948; «Нет!», 1952).
Занимался также созданием почтовых марок.
Умер от инфаркта миокарда. Похоронен на Воинском кладбище в Повонзках.